# Regierung der Palästinensischen Autonomiebehörde vom April 2003
Die Regierung der Palästinensischen Autonomiebehörde vom April 2003 war die erste palästinensische Regierung unter Führung eines Ministerpräsidenten. Dieses Amt war nur einen Monat zuvor geschaffen worden, da die USA und Israel sich geweigert hatten, mit Präsident Jassir Arafat über die Zukunft der palästinensischen Gebiete zu verhandeln.
Die Ernennung von Abbas zum Ministerpräsidenten brachte nicht die erhoffte Bewegung in den Friedensprozess im Nahen Osten. Er forderte demokratische Reformen, das Ende der Zweiten Intifada, welche er als „Fehler“ bezeichnete, die öffentliche Ernennung eines Ministerpräsidenten mit weitgehenden Vollmachten sowie die Stärkung des Parlaments. Da diese Forderungen jedoch zwangsläufig zur Entmachtung Arafats geführt hätten, sabotierte dieser Abbas’ Arbeit. Dies und die fehlende Unterstützung innerhalb der Bevölkerung, welche in ihm eine „Marionette Israels“ sah und Abbas’ Familie mit Korruption in Zusammenhang brachte, erschwerten seine Arbeit. Vor allem die Bekämpfung des Terrors, welche Israel und sein Regierungschef Ariel Scharon als Vorbedingung für israelische Konzessionen forderten, konnte unter Abbas nicht wirkungsvoll vorangebracht werden.
Abbas scheiterte schließlich als Ministerpräsident, nachdem der sogenannte „Fahrplan“ (Roadmap), der Friedensplan für die palästinensischen Autonomiegebiete, durch mehrere palästinensische Selbstmordattentate und einen israelischen Raketenangriff auf den Hamas-Gründer Ahmad Yasin im August 2003 gescheitert war. Daraufhin reichte Abbas am 6. September nach nur 100 Tagen bei Jassir Arafat seinen Rücktritt ein, der das Rücktrittsgesuch annahm und ihn bat, bis zur Bildung eines neuen Kabinetts zunächst weiter zu amtieren. Einen Tag später erklärte Mahmud Abbas offiziell seinen Rücktritt als palästinensischer Ministerpräsident und begründete seine Entscheidung neben der Enttäuschung über mangelnden Rückhalt im palästinensischen Parlament auch mit der Weigerung Israels sich konstruktiv am Friedensplan zu beteiligen. Weiter äußerte er seinen Unmut darüber, dass Israel durch die internationale Gemeinschaft, insbesondere die USA, zu wenig unter Druck gesetzt werde.
Als Nachfolger von Abbas setzte Arafat Ahmad Qurai ein, den bisherigen Präsidenten des Parlaments. Am 10. September erklärte dieser sich dazu bereit, das Amt zu übernehmen. Qurai galt jedoch als sehr viel weniger verlässlich als Abbas, da ihm unter anderem Korruption im großen Stil vorgeworfen wurde.

## Zusammensetzung
| Minister              | Portefeuille                              | Partei                 |
| --------------------- | ----------------------------------------- | ---------------------- |
| Mahmud Abbas          | Premierminister, Inneres                  | Fatah                  |
| Nasser Yousef         | Stv. Premierminister                      | Fatah                  |
| Salam Fayyad          | Finanzen (bereits seit Juni 2002)         | Unabhängig             |
| Nabil Shaath          | Auswärtige Angelegenheiten                | Fatah                  |
| Maher al-Masri        | Handel und Wirtschaft (bereits seit 1996) | Fatah                  |
| Mohammed Dahlan       | Sicherheit                                | Fatah                  |
| Saeb Erekat*          | Verhandlungen mit Israel                  | Fatah                  |
| Jassir Abed Rabbo     | Verhandlungen mit Israel                  | FIDA                   |
| Azzam al-Shawa        | Energie und natürliche Ressourcen         | Unabhängig             |
| Intissar al-Wazir     | Soziales(bereits seit 1995)               | Fatah                  |
| Kamal al-Sharafi      | Gesundheit                                | Unabhängig (Ex-PFPL)   |
| Jamal Shobaki         | Lokalpolitik                              | Fatah                  |
| Ziad Abu Amr          | Kultur                                    | Unabhängig             |
| Nabil Amr             | Information                               | Fatah                  |
| Hischam Abdel Rasek   | Häftlingsangelegenheiten                  | Fatah                  |
| Nabil Kassis          | Planung                                   | Unabhängig             |
| Hamdan al-Shour       | Hausbau und öffentliche Bauten            | Fatah                  |
| Naim Abul Hummus      | Bildung und Erziehung                     |                        |
| Abdel-Fatah Hamayal   | Jugend und Sport                          | Unabhängig             |
| Ghassan Khatib        | Arbeit                                    | PPP                    |
| Abdel-Karim Abu Salah | Justiz                                    | Fatah                  |
| Rafik al-Natshe       | Landwirtschaft                            | Fatah                  |
| Saadi al-Krunz        | Transport                                 |                        |
| Mitri Abu Aita        | Tourismus                                 | Unabhängig             |
| Ahmed Majdalwi        | ohne Ressort                              | Popular Struggle Front |
| Sahjreh Kamal         | ohne Ressort                              | FIDA                   |
| Hakam Bala’wi         | Generalsekretär des Ministerrates         | Fatah                  |

* Am 16. Mai 2003 zurückgetreten, nachdem er von einem Treffen mit Ariel Sharon ausgeschlossen worden war. Diese Aktion wurde als Teil des Machtkampfes zwischen Arafat und Abbas interpretiert. Am 4. September 2003 wurde Erekat wiedereingesetzt.